# 孫光祜
孫光祜（1537年—？），字仲篤，號小溪，山西平陽府絳州（今新绛县）人，軍籍，明朝政治人物，嘉靖壬戌進士，官至南京工部侍郎。

## 生平
嘉靖四十年（1561年）辛酉科山西鄉試第二名舉人，嘉靖四十一年（1562年）聯捷壬戌科進士。授湖廣承天府推官，歷升吏部文選司郎中，隆庆五年二月升太常寺少卿、提督四夷馆，六月升大理寺右少卿，十月轉左少卿，萬曆三年（1575年）二月科道纠拾，降一级調外任。贬河南左參議，五年五月升陕西副使，六年九月起補河南副使、整饬井陉三关兵备兼理马政，七年十月升右佥都御史、巡撫應天等府地方，十年七月升右副都御史、四川巡撫。十一年九月升南京大理寺卿，十二年二月官至南京工部右侍郎，不久被刑科给事中常居敬弹劾，令冠带闲住。

## 家族
曾祖父孫英；祖父孫鉞；父孫振宗，監生。嫡母姚氏；生母李氏。具庆下。